# Lúcio Aurélio Orestes (cônsul em 126 a.C.)
Lúcio Aurélio Orestes (em latim: Lucius Aurelius Orestes) foi um político da da gente Aurélia da República Romana eleito cônsul em 126 a.C. com Marco Emílio Lépido. Era filho de Lúcio Aurélio Orestes, cônsul em 157 a.C., e pai de Lúcio Aurélio Orestes, cônsul em 103 a.C..

## Carreira
Orestes foi eleito cônsul em 126 a.C. com Marco Emílio Lépido e recebeu do Senado a missão de dirigir-se até a província romana da Sardenha para debelar uma nova revolta da população local. Ele permaneceu na ilha por três anos com poderes proconsulares e, quando retornou a Roma, em 122 a.C., celebrou um triunfo. Serviram sob seu comando neste período Caio Semprônio Graco, que foi questor, e Marco Emílio Escauro, que foi cônsul em 115 a.C..
Ele e seu irmão, Caio, são mencionados por Cícero como oradores:
| “ | Quos aliquo video in numero oratorum fuisse. | ” |
|   | — Cícero, Brutus 94.                         |   |